# Wembley Central (Metropolitano de Londres)
Wembley Central é uma estação de intercâmbio em Wembley, Londres. Ela atende o Metrô de Londres na Bakerloo line, o London Overground e a National Rail.

## História
Em 20 de julho de 1837, a linha London and Birmingham Railway foi inaugurada, e em 1842 esta estação foi inaugurada como "Sudbury". Mais tarde, foi renomeada para "Sudbury and Wembley" em 1882, e novamente para "Wembley for Sudbury" em 1910, coincidindo com a construção da LNWR New Line. Os serviços da Bakerloo line sobre a New Line começaram em 16 de abril de 1917.
Em 1936, edifícios no nível da rua foram reconstruídos com uma galeria comercial, e em 1948, mais trabalhos foram realizados em preparação para os Jogos Olímpicos no Estádio de Wembley. A estação foi renomeada novamente em 5 de julho de 1948, desta vez para "Wembley Central", o nome que ainda está em uso. A Station Square foi construída pela Ravenseft Properties Limited em 1965, tomando a forma de uma jangada de concreto de 21⁄2
 acre(s)s (1,0 ha) sobre a estação (veja também Stratford Centre), fornecendo a maior parte do layout atual da estação. Os serviços da Bakerloo line foram retirados em 24 de setembro de 1982, mas posteriormente restabelecidos em 4 de junho de 1984.
Em novembro de 2007, a gestão da estação foi transferida da Silverlink para o Metrô de Londres.

## Obras na estação
Em 2011–12, a estação foi tornada sem degraus, em preparação para as Olimpíadas.